# Yohei Ono
Yohei Ono (født 6. december 1994) er en japansk fodboldspiller, som spiller for den japanske fodboldklub Kyoto Sanga FC.